# Euphorbia albomarginata
Euphorbia albomarginata — вид рослин із родини молочайних (Euphorbiaceae), що зростає на півдні США й у Мексиці.

## Опис
Це гола багаторічна трав'яниста рослина 3–13 см заввишки. Кореневище від помірно до сильно потовщене. Як і інші типові представники родини молочайних, цей вид має білий молочний сік і отруйний. Стебла дифузно-розгалужені, часто укорінюються у вузлах, 10–80 см. Листки супротивні, майже сидячі, пильно-зелені, майже кулясті або яйцювато-кулясті, цілі, основа асиметрична, кінчик тупий, 3–8(15) × 3–7 мм; прилистки зрощені в широку, перетинчасту, війчасту луску. Квітки білі з бордовим центром. Час цвітіння: квітень — листопад. Коробочка кулясто-яйцеподібна, кутаста, 1.1–2.3 × 1.2–2 мм, гола. Насіння 1–1.7 × 0.5–0.8 мм, довгасте, 4-кутове, гладке, від білого до сірого або коричнювато-червоного кольору.

## Поширення
Зростає на півдні США й у Мексиці; на висотах 0–2300 метрів. Населяє сухі схили, порушені ділянки в пустельних чагарниках, луки, мескитові (Prosopis) рідколісся, чапаралі.